# Sărulești (gmina w okręgu Buzău)
Sărulești – gmina w Rumunii, w okręgu Buzău. Obejmuje miejscowości Cărătnău de Jos, Cărătnău de Sus, Goicelu, Sările-Cătun, Sărulești, Valea Largă-Sărulești i Valea Stânei. W 2011 roku liczyła 1346 mieszkańców.